# Tom Hall (computerprogrammeur)
Tom Hall (Wisconsin, 1964) is een Amerikaans computerprogrammeur.

## Biografie
Hall studeerde aan de Universiteit van Wisconsin-Madison en behaalde daar zijn diploma informatica. In 1987 is hij gaan werken bij Softdisk Inc., waar hij programmeur en redacteur van de Big Blue Disk was, een softwarebundel dat maandelijks geleverd werd. Samen met een paar collega's, John Romero, John Carmack, en Adrian Carmack, stichtte hij Id Software, waar hij de rol van creatief directeur en ontwerper had. Hall heeft gewerkt aan spellen zoals de Commander Keen-serie, Wolfenstein 3D, Spear of Destiny, en Doom. 
Na een meningsverschil over het ontwerp van Doom, vertrok hij en voegde zich bij Apogee Software. Hij was de spelontwerper voor Rise of the Triad, produceerde Terminal Velocity, en werkte aan spellen zoals, Duke Nukem 2 en Duke Nukem 3D. Hij werkte ook mee aan de game engine van het spel Prey tot 12 augustus 1996, toen hij Apogee verliet.
Vervolgens richtte Hall het bedrijf Ion Storm op samen met John Romero, waar hij Anachronox produceerde. Het bedrijf was minder succesvol, apart van Deus Ex, waarin Hall de stem van Walton Simons insprak. Hall en Romero richtten vervolgens Monkeystone Games. Hall ontwierp en Romero programmeerde het spel Hyperspace Delivery Boy!, wat werd uitgebracht in 2002. Hij en Romero kwamen in dienst bij Midway Games, en Monkeystone Games stopte in januari 2005. In februari ging hij werken bij KingsIsle Entertainment.

## Dopefish
Hall is de schepper van "Dopefish", een grote, groene dikke vis met hazentanden wiens gedachten alleen bestond uit "Zwem, zwem, honger". De Dopefish verscheen voor het eerst in Commander Keen, episode IV, en er werd vaak in andere computerspellen naar verwezen.